# Volkan T.

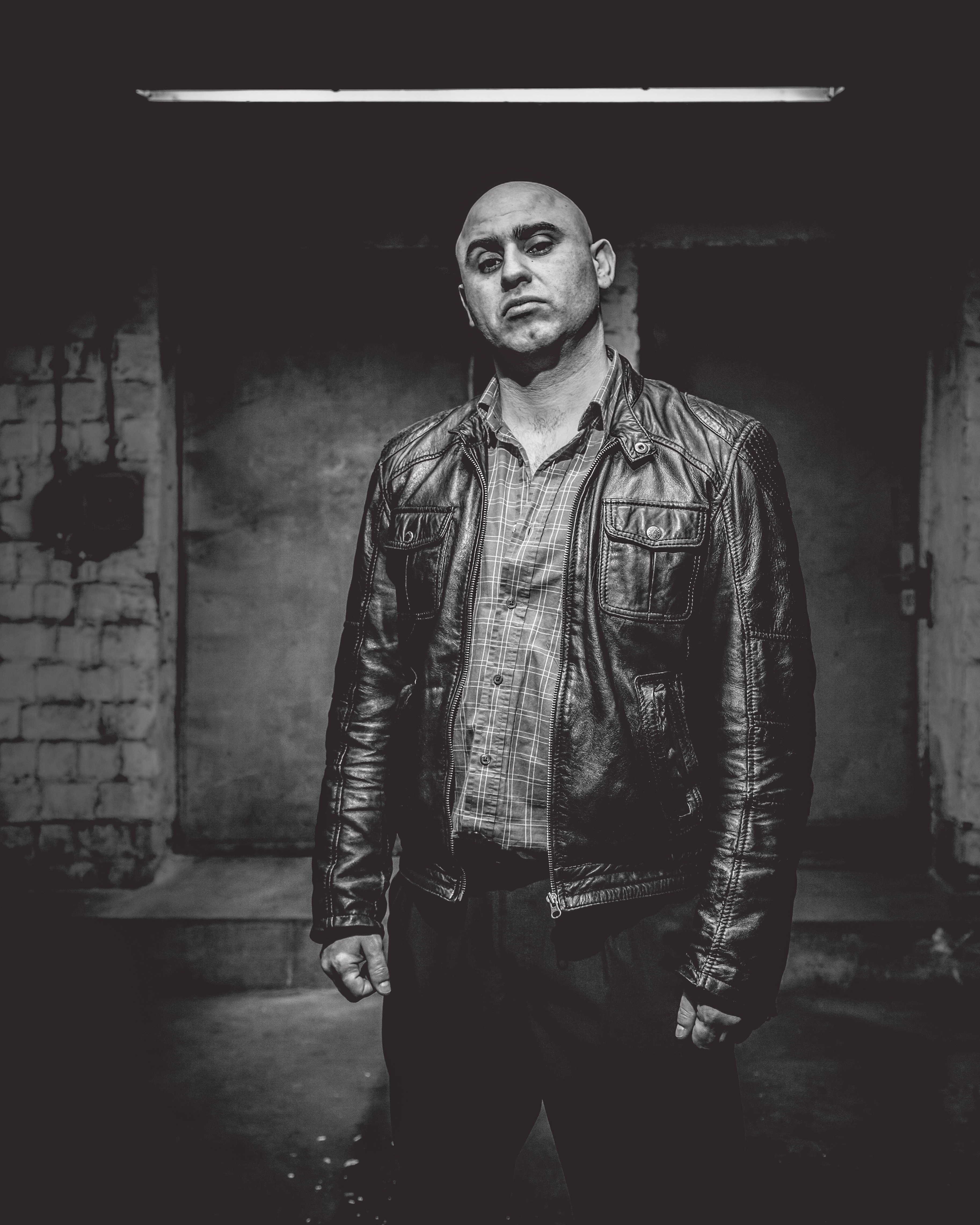
Volkan T error (2013)

Volkan T, Volkan T error, Volkan Terror, (* 20. April 1973 in Tauberbischofsheim, bürgerlich Volkan Türeli) ist ein deutsch-türkischer Musiker, Produzent, Rapper, Schauspieler, Performer aus Berlin und gilt als Wegbereiter des türkischen Hip-Hop in Deutschland.

## Biografie
Aufgewachsen in Frankfurt am Main, kam er als Teenager zunächst mit der Musik aus dem Metalcore und Noise in Berührung. Eine Begegnung mit DJ Mahmut brachte ihm die Hip-Hop-Kultur näher. Unter dem Namen „Looptown presents turkish Hip Hop“  bringen sie eines der ersten türkischsprachigen Hip-Hop-Alben heraus. Er war Mitglied der Band Gentle Veincut und spielte auf deren 1994er Debütalbum „Cupid Mount Etna“ Bass und Darbuka. Auch auf dem zweiten Album „The Return Of Mrs. Brain“ aus dem Jahr 1997 war Volkan T. noch zu hören, zog aber noch im selben Jahr nach Berlin.
In Berlin, wo er zunächst als Türsteher arbeitete, kam der Kontakt zu verschiedenen Hip-Hop-Künstlern zustande, u. a. mit Killa Hakan. Im Jahr 1998 erschien sein Solo-Debüt „Lava“, an dem namhafte Künstler der türkischen Hip-Hop-Szene beteiligt waren. In den folgenden Jahren war er als Produzent und DJ an Veröffentlichungen von Kool Savas, Tone und D-Flame beteiligt und gründete das Plattenlabel Ruffmix Records. 2008 erschien sein zweites Album „Sprich Deutsch oder stirb“, dessen Titel an das S.O.D.-Album „Speak English or Die“ angelehnt sein soll. Daneben spielte er weiter Bass bei den Metalcore-Bands Devil Inside und Doom Day und arbeitete mit Hatebreed und den Dropkick Murphys zusammen.
Er studierte Europäische Ethnologie, Politikwissenschaften, Soziologie und war von 2008 bis 2016 einer der Leiter der akademie der autodidakten am Ballhaus Naunynstraße, die durch Sound, Film, Performance und Theater Produktionen künstlerische Akzente im Jugendbereich setzte. Von 2013 bis 2016 saß er im Fachbeirat der ZAKNRW und ist ab 2017 u. a. Jury-Mitglied beim Treffen junge Musik-Szene an dem Haus der Berliner Festspiele.
Seit 2018 ist er vermehrt im Bereich des Hörspiels und der Klangkunst tätig. 2018 wurde das Hörspiel „Get deutsch or die tryin‘“ (WDR) von Necati Öziri unter der Regie von Volkan T zum Deutschen Hörspielpreis der ARD eingeladen. Aktuell ist er zuständig für den Bereich Houseclub & Schulen am HAU Hebbel am Ufer und hat seit 2023 ein neues Musikstudio und Label unter dem Namen Noizdamar.

## Arbeiten (Auswahl)
Volkan T error
- 2023: German Paranoia - Ermutigungshörspiel gegen Rassismus | Text: Volkan T error & Holger Kuhla, Regie: Volkan T error (Hörspiel / WDR)[1]
- 2020: Bergama Stereo (Cevdet Erek): Die Ästhetik des Widerstandes | Konzept: Volkan T error, David Moss, Ayben (Musik – Spoken Word performance @ Hamburger Bahnhof Berlin and Ruhrtriennale)
- 2019: German Paranoia | Konzept: Volkan T error, Text: Volkan T error & Holger Kuhla, Regie: Volkan T error (Performance @ FHXB Museum Berlin)
- 2019: Black Metal Muslim | Konzept: Volkan T error, Text: Volkan T error & Holger Kuhla, Regie: Volkan T error (Hörspiel / WDR)[2]
- 2019: Bergama Stereo (Cevdet Erek): Die Ästhetik des Widerstandes | Konzept: Volkan T error, David Moss, Ayben (Musik – Spoken Word Performance @ Ruhrtriennale Bochum)
- 2019: Kill Your Identity Orkestra | Konzept: Volkan T error, Text: Volkan T error Regie: Volkan T error (Performance @ Vierte Welt Berlin)
- 2018: Get deutsch or die tryin' | Konzept: Volkan T error, Text: Necati Öziri, Regie: Volkan T error (Hörspiel / WDR) (nominiert für den Deutschen Hörspielpreis der ARD)
- 2018: Scratch against Stillstand | Konzept: Volkan T error & Mehmet Can Kocak (Audio Video-Installation @ Märkisches Museum Berlin)
- 2018: Container Protokolle Vol.1 | Konzept: Volkan T error (Audiovisuelle Installation am Tempelhofer Feld Berlin)
- 2017: Deathintegration | Konzept: Mirko Borscht & Volkan T error (Durational performance 24/5 @ Herbstsalon / Maxim Gorki Theater Berlin)
- 2017: The Curse on Turks | Idee: Caglar Yigitogullari, Konzept & Umsetzung: Caglar Cigitogullari & Volkan T
- 2016: Get Lost in November | Idee & Konzept: Volkan T, Francois Regis, Hasan Tasgin (STUDIO Я / Maxim Gorki Theater Berlin)
- 2014: Soundz of Gezi | Text: Endzeit Ensemble, Regie: Volkan T (STUDIO Я / Maxim Gorki Theater Berlin)
- 2014: Siegfried trifft Gunther Jugend - Theaterstück frei nach Hebbels "Die Nibelungen" Text: Volkan T | Regie: Volkan T & Reinhild Lehmann + Ensemble (Ballhaus Naunynstrasse Berlin)
- 2014: Die Gedanken eines Menschen sind sein Königreich im Rahmen von Theater ist endlich Theater. Text: Volkan T | Regie: Lukas Langhoff ( STUDIO Я / Maxim Gorki Theater Berlin)
- 2012: Urban Sounds Clash Classic | Buch & Regie: Volkan T, Veronika Gerhard (Ballhaus Naunynstrasse Berlin)
- 2011: Wir schaffen Deutschland ab | Buch & Regie: Volkan T (Ballhaus Naunynstrasse Berlin)

Kollaborationen
- 2022: Liebe, D-Mark und Tod
- 2020: Leif in concert Vol.2
- 2019: Cukur
- 2017: Der Mann, der Liberty Valance erschoss | Regie: Hakan Savas Mican (GORKI)
- 2015: Rimini Protokoll: Adolf Hitler, Mein Kampf Band 1 & 2 | Regie: Daniel Wetzel & Helgard Haug (HAU Berlin, Münchener Kammerspiele, Deutsches National Theater Weimar, Nationaltheater Mannheim, Gessnerallee Zürich, Steirischer Herbst)
- 2014: Die Ungehaltenen von Deniz Utlu | Szenische Lesung (Ballhaus Naunynstrasse Berlin)
- 2014: Revolution in Altona von Lukas Langhoff | Regie: Lukas Langhoff (Altonaer Theater Hamburg)
- 2013: Pure Hate | Performance von Ale Dumbsky (HKW Berlin)
- 2013: Die Übergangsgesellschaft von Volker Braun | Regie: Lukas Langhoff (Maxim Gorki Theater Berlin)
- 2013: Die Ratten | Buch: Gerhart Hauptmann | Regie: Lukas Langhoff (Theater Bonn)
- 2012: Translating Hip Hop Impressionen vom besten Mitarbeiter des Monats (Orange Press)
- 2012: Onkelz | Buch & Regie: Tamer Yigit & Branka Prlic (HAU 2 Hebbel am Ufer)
- 2011: Bloodshed in Divercity | Buch: Oliver Kontny und Ensemble | Regie: Simone Dede Ayivi (Ballhaus Naunynstrasse Berlin)
- 2011: Tag für Tag: Yalanci Dünya | Buch & Regie: Ayhan Sönmez (Ballhaus Naunynstrasse Berlin)
- 2010: Werbeclip: 100 % Deutsche Kartoffeln | Buch & Regie: Christoph Ischinger
- 2010: Hass | Buch: Mathieu Kassovitz | Regie von Tamer Yigit & Branka Prlic (HAU 2 Hebbel am Ufer Berlin)
- 2009: Ein Warngedicht | Buch & Regie: Tamer Yigit & Branka Prlic (HAU 3 Hebbel am Ufer Berlin)
- 2009: Nathan Messias | Text: Feridun Zaimoglu & Günter Senkel | Regie: Neco Celik (Ballhaus Naunynstrasse Berlin)
- 2008: Cafe Europa vs. Dog eat Dog | Buch: Nuran David Calis | Regie: Mehdi Moinzadeh (Ballhaus Naunynstrasse Berlin)
- 2006: Meine Melodie | Buch & Regie: Tamer Yigit (HAU 3 Hebbel am Ufer Berlin)

## Musik
- 2016: Turkotronica
- 2013: Jean Paul Bourelly
- 2012: Anticops - Berlin Hardcore 7"
- 2012: V.A. Organize oluyoruz Vol. 2
- 2011: Born From Pain feat Volkan T & Ayben - The Wolves Are Loose (The Extended Remixes)
- 2010: Volkan T - Headbanger
- 2008: Track: Volkan T "Tanz Dich Tot" | Album: Suck City 8
- 2008: Volkan T - Sprich Deutsch oder Stirb
- 2007: Doom Day - Count your useless hours
- 2007: v.a. - Berlin Hardcore
- 2007: v.a. - 36 Kingz Kreuzbergtape Vol.1
- 2007: Sahtiyan - 7 Katli Mixtape
- 2006: Montana Beats und Plattenpapzt - Auf Chrome
- 2005: Jaylan - Stress
- 2005: Galla - Swing Kid
- 2004: Mr. L. - Lebenswerk
- 2004: Killa Hakan – Semt Semt Sokak
- 2003: Rapüstad – Killa Hakan - Fuat
- 2002: v.a. - Yeralti Operasyonu
- 2002: v.a. - DJ Mahmut "Turkish Rap Mixtape"
- 2002: Devil Inside - 36 Karat
- 2002: Killa Hakan – Cakallar
- 2001: v.a. – Asphalt Sampler
- 1997: Volkan T – Lava
- 1996: v.a. - Deutschland ...ein Wintermärchen
- 1994: v.a. - Looptown presents Turkish Hip Hop

## Auszeichnungen
- 2018 Nominierung für den Deutschen Hörspielpreis der ARD / Lobende Erwähnung Deutsche Akademie der Darstellenden Künste (Get deutsch or die tryin')
- 2012 Einladung zum Theatertreffen der Jugend 2013 (Urban Sounds Clash Classic)
- 2010 Fachjurypreis Bronze und Publikumspreis Silber beim Internationalen Werbefilmfestival Spotlight, Kategorie Students (Werbeclip: 100 % Deutsche Kartoffeln)
- 2009 Brüder-Grimm-Preis des Landes Berlin (Ein Warngedicht)